# Joanna (2013)
Joanna ist ein 2013 veröffentlichter polnischer Dokumentar-Kurzfilm von Aneta Kopacz. Der Film porträtiert Joanna Salyga, eine Krebskranke, die nur noch drei Monate zu leben hatte und versuchte, das Beste aus der ihr verbleibenden Zeit mit ihrem Mann und ihrem jungen Sohn herauszuholen.
Kopacz war durch ihren Blog Chustka auf Salygas Geschichte aufmerksam geworden und sammelte daraufhin Spenden via Crowdfunding, um diese für einen Film umzusetzen.
Der Film wurde 2015 für einen Oscar in der Kategorie Bester Dokumentar-Kurzfilm nominiert, erhielt jedoch keine Auszeichnung.

## Inhalt
Als Joannas Sohn Jaś gerade fünf Jahre alt ist, erfährt sie, dass sie an Krebs erkrankt ist und nur noch drei Monate zu leben hat. Sie verspricht ihm, so lange wie möglich zu leben; und sie beschließt einen Blog zu schreiben, in dem sie ihrem Sohn Ratschläge für all die Lebenslagen hinterlassen will, die sie verpassen wird. Außerdem berichtet sie über ihren Alltag und ihre Ziele: Mit der Familie an die Polnische Seenplatte fahren und dabei sein, wenn Jaś zum ersten Mal ohne Stützräder Fahrrad fährt.

## Auszeichnungen
| Auszeichnungen                                         | Auszeichnungen      | Auszeichnungen                  | Auszeichnungen            | Auszeichnungen |
| Auszeichnung                                           | Datum der Zeremonie | Kategorie                       | Empfänger der Nominierung | Ergebnis       |
| ------------------------------------------------------ | ------------------- | ------------------------------- | ------------------------- | -------------- |
| Oscar                                                  | 22. Februar 2015    | Bester Dokumentar-Kurzfilm      | Aneta Kopacz              | Nominiert      |
| Goldener Frosch (Camerimage)                           | –                   | Wettbewerb Kurz-Dokumentarfilme | Łukasz Żal                | Nominiert      |
| Polnischer Filmpreis                                   | 7. März 2016        | Bester Dokumentarfilm           | Aneta Kopacz              | Nominiert      |
| Publikumspreis (Internationales Filmfestival Warschau) | –                   | Kurzfilm                        | Aneta Kopacz              | Gewonnen       |